# Liste der Universitäten in Oregon
Liste von Universitäten und Colleges im US-Bundesstaat Oregon:

## Staatliche Hochschulen
- Oregon University System
  - Eastern Oregon University
  - Oregon Institute of Technology
  - Oregon State University
  - Portland State University
  - Southern Oregon University
  - University of Oregon
  - Western Oregon University
- Oregon Health & Science University

## Private Hochschulen
- Art Institute of Portland
- Australasian College of Health Sciences USA
- Concordia University
- Corban College
- Eugene Bible College
- George Fox University
- Gutenberg College
- Lewis & Clark College
- Linfield College
- Marylhurst University
- Multnomah University
- Northwest Christian College
- Oregon College of Art & Craft
- Pacific Northwest College of Art
- Pacific University
- University of Portland
- Reed College
- Warner Pacific College
- Western States Chiropractic College
- Willamette University